# Liste von Brücken in Hamburg/B

## B
| Foto                                                                                 | Name, Kurzbeschreibung | Nutzung            | (Erst)Bau | Stadtteil, Lage                                                   |
| ------------------------------------------------------------------------------------ | --- | ------------------ | --------- | ----------------------------------------------------------------- |
|                                                                                      | Baakenbrücke seit 2011: Magdeburger Brücke; führt die Versmannstraße über den Magdeburger Hafen; (Hafenbrücke) | Straße             |           | HafenCity (53° 32′ 28″ N, 10° 0′ 3″ O)                            |
|                                                                                      | Baakenhafenbrücke über den Baakenhafen | Straße             |           | HafenCity (53° 32′ 22″ N, 10° 0′ 29″ O)                           |
|                                                                                      | Baakenparkbrücke verbindet den Versmannkai über den Baakenhafen mit dem Baakenpark | Fußweg             |           | HafenCity (53° 32′ 20″ N, 10° 0′ 49″ O)                           |
|                                                                                      | Bachstraßenbrücke führt im Zuge der Bachstraße/Barmbeker Straße (Bundesstraße 5) über den Osterbekkanal | Straße             |           | Winterhude, Uhlenhorst, Barmbek-Süd (53° 34′ 55″ N, 10° 1′ 10″ O) |
|                                                                                      | Bäckerbrücke führt im Zuge des Saseler Damms (Ring 3) über die Alster | Straße             |           | Poppenbüttel (53° 39′ 22″ N, 10° 5′ 14″ O)                        |
|                                                                                      | Bahnhofstraßenbrücke Führt die Rahlstedter Bahnhofstraße und den Rahlstedter Uferweg nahe dem Rahlstedter Liliencronteich über die Wandse, Stahlbetonkonstruktion | Straße             | 1977/1979 | Rahlstedt (53° 35′ 58″ N, 10° 9′ 10″ O)                           |
|                                                                                      | Barmbeker-Ring-Brücke (B764) führt in Verlängerung der Dennerstraße über die Fuhlsbüttler Straße und mündet in die Lauensteinstraße; Stahlbetonkonstruktion | Straße             | 1970/1971 | Barmbek-Nord (53° 35′ 55″ N, 10° 2′ 29″ O)                        |
|                                                                                      | Barmbeker Straßenbrücke verläuft im Zuge der Barmbeker Straße; Stahlbetonkonstruktion. | Straße             |           | Winterhude (53° 35′ 16″ N, 10° 1′ 0″ O)                           |
|                                                                                      | Beesenlandbrücke Überquert die südliche Einfahrt des Peutekanals. Die Brücke steht unter Denkmalschutz. Der Eisenbahnbetrieb ist mittlerweile eingestellt, der Fußweg über die Brücke wegen Baufälligkeit gesperrt. | Eisenbahn / Radweg |           | Veddel (53° 31′ 21″ N, 10° 1′ 38″ O)                              |
|                                                                                      | Bekassinenaubrücke Diese Straßenbrücke führt im Zuge der Straße Bekassinenau über die U-Bahn-Linie 1. Den Schriftzug am Geländer und die umgebenden künstlerischen Eisenarbeiten gestaltete der Hamburger Künstler Ernst Hanssen. | Straße             |           | Farmsen-Berne (53° 37′ 19″ N, 10° 8′ 3″ O)                        |
|                                                                                      | Bellevuebrücke überquert im Zuge der Straße Bellevue den Goldbekkanal | Straße             |           | Winterhude (53° 34′ 57″ N, 10° 0′ 10″ O)                          |
|                                                                                      | Berner Brücke (B846) überquert die U-Bahn-Linie 1 in Verlängerung des Fasanenwegs. Den Schriftzug am Geländer und die umgebenden künstlerischen Eisenarbeiten gestaltete der Hamburger Künstler Ernst Hanssen. | Straße             |           | Rahlstedt, Farmsen-Berne (53° 37′ 43″ N, 10° 8′ 31″ O)            |
|                                                                                      | Billbrookkanalbrücke führt über den Billbrookkanal im Zuge der Moorfleeter Straße | Straße             |           | Billbrook (53° 31′ 51″ N, 10° 5′ 42″ O)                           |
|                                                                                      | Billhorner Brücke überquert in Verlängerung der Neuen Elbbrücke mit der B 75 den Billhafenkanal und den Entenwerder Haken | Straße             |           | Rothenburgsort (53° 32′ 4″ N, 10° 1′ 42″ O)                       |
|                                                                                      | Billwerder Kirchenstegbrücke führt vom Billwerder Billdeich mit dem Billwerder Kirchensteg über die Bille in die Boberger Niederung | Fußweg             |           | Billwerder (53° 30′ 55″ N, 10° 7′ 42″ O)                          |
|                                                                                      | Binnenhafenbrücke (B852) verbindet den Baumwall mit dem Rödingsmarkt und überquert den Binnenhafen bei der Alstermündung | Straße             |           | Hamburg-Altstadt, Neustadt (53° 32′ 41″ N, 9° 59′ 0″ O)           |
|                                                                                      | Blaue Brücke führt mit der Horner Rampe über die Bille. Eine von ursprünglich drei (Rote, Blaue und Grüne), heute sechs Billebrücken (Braune, Gelbe und Schwarze Brücke), die zur Orientierung in verschiedenen Farben gestrichen sind. Es ist strittig, ob die Farbwahl den Flussschiffern oder den Arbeitern die Orientierung erleichtern sollte.                       | Straße             |           | Horn, Billbrook (53° 32′ 23″ N, 10° 5′ 1″ O)                      |
|                                                                                      | Bleichenbrücke (B395) führt zwischen dem Neuen Wall und den Großen Bleichen über das Bleichenfleet; bereits 1718 als Holzbrücke errichtet; Architekt Johann Hermann Maack. Die Brücke steht unter Denkmalschutz. | Straße             | 1844/1845 | Neustadt (53° 33′ 6″ N, 9° 59′ 19″ O)                             |
|                                                                                      | Blumenstraßenbrücke führt über den Leinpfadkanal | Straßen            | 1919      | Winterhude (53° 35′ 4″ N, 9° 59′ 59″ O)                           |
|                                                                                      | Boberger Furtwegbrücke führt mit dem Boberger Furtweg über die Bille. | Straße             |           | Lohbrügge, Billwerder (53° 30′ 26″ N, 10° 9′ 44″ O)               |
|                                                                                      | Bojendammbrücke überquert die Bille zwischen dem Billwerder Billdeich und der Bojewiese. | Straße             |           | Lohbrügge, Billwerder (53° 30′ 9″ N, 10° 10′ 16″ O)               |
|                                                                                      | Bojewiesenbrücke überquert die Bille im Zuge der Straße Auf der Bojewiese | Straße             |           | Lohbrügge, Bergedorf, Billwerder (53° 29′ 48″ N, 10° 10′ 40″ O)   |
|                                                                                      | Bombaybrücke überquert den nördlichen New-York-Ring | Fußweg             |           | Winterhude (53° 36′ 14″ N, 10° 1′ 5″ O)                           |
|                                                                                      | Börsenbrücke (B448) ehemalige Brücke, überspannte das Reichenstraßenfleet, das 1877 zugeschüttet wurde; heute nur noch Straßenname | Straße             | 1844      | Hamburg-Altstadt (53° 32′ 55″ N, 9° 59′ 33″ O)                    |
|                                                                                      | Borsigbrücke führt im Verlauf der Borsigstraße über den Tiefstackkanal. Die Brücke steht unter Denkmalschutz. | Straße             | um 1910   | Billbrook, Rothenburgsort (53° 32′ 2″ N, 10° 4′ 19″ O)            |
|                                                                                      | Borsteler Brücke überquert mit der Eppendorfer Landstraße die Tarpenbek. Die Brücke steht unter Denkmalschutz. | Straße             | 1899      | Eppendorf (53° 35′ 50″ N, 9° 59′ 20″ O)                           |
|                                                                                      | Brabandbrücke führt im Verlauf der Brabandstraße über den Brabandkanal. | Straße             | 1965      | Alsterdorf (53° 36′ 47″ N, 10° 0′ 38″ O)                          |
|                                                                                      | Bramfelder Brücke führt mit der Bramfelder Straße über den Osterbekkanal | Straße             |           | Barmbek-Süd, Barmbek-Nord (53° 35′ 1″ N, 10° 2′ 49″ O)            |
|                                                                                      | Brandenburger Brücke (B783) führt vom Niederfelder Ufer über den Veddelkanal | Straße             |           | Kleiner Grasbrook (53° 31′ 27″ N, 9° 59′ 27″ O)                   |
|                                                                                      | Braune Brücke (B563) führt mit der gleichnamigen Straße über die Bille. Die Brückengeländer von ursprünglich drei, heute sechs Billebrücken (Rote, Braune, Blaue, Grüne, Gelbe und Schwarze Brücke) sind zur Orientierung in verschiedenen Farben gestrichen. Es ist strittig, ob die Farbwahl den Flussschiffern oder den Arbeitern die Orientierung erleichtern sollte. | Straße             |           | Hamm, Rothenburgsort (53° 32′ 45″ N, 10° 3′ 39″ O)                |
|                                                                                      | Bredowbrücke (B581) führt mit der Bredowstraße über den Tidekanal | Straße             |           | Billbrook (53° 31′ 41″ N, 10° 4′ 40″ O)                           |
|                                                                                      | Brennerhofbrücke (B834) führt mit der Straße Brennerhof über die Bundesautobahn 1 | Straße             |           | Moorfleet (53° 30′ 26″ N, 10° 4′ 57″ O)                           |
|                                                                                      | Brooksbrücke (B853) führt über den Zollkanal zwischen den Straßen Bei den Mühren und Brook. Die Brücke steht unter Denkmalschutz. | Straße             | 1888      | Hamburg-Altstadt, HafenCity (53° 32′ 40″ N, 9° 59′ 23″ O)         |
|                                                                                      | Brooktorkaibrücke führt mit der Straße Brooktorkai über den Verbindungskanal zwischen Brooktorhafen und Brooksfleet. Die Brücke steht unter Denkmalschutz. | Straße             | 1885      | HafenCity (53° 32′ 40″ N, 9° 59′ 56″ O)                           |
|                                                                                      | Brücke des 17. Juni (B998) verbindet Wilhelmsburg und Harburg über die Süderelbe und liegt zwischen der Alten Harburger Elbbrücke und der Europabrücke; sie wurde unter dem Namen Süderelbbrücke errichtet und erhielt ihren Namen nach dem Aufstand vom 17. Juni 1953 | Straße             | 1935–1937 | Wilhelmsburg, Harburg (53° 28′ 25″ N, 9° 59′ 44″ O)               |
|                                                                                      | Bullerdeichbrücke führt mit der Straße Bullerdeich über das Hochwasserbassin | Straße             |           | Hammerbrook (53° 32′ 37″ N, 10° 2′ 0″ O)                          |
|                                                                                      | Busanbrücke (B897) führt über den Magdeburger Hafen vom Osakakai/Störtebekerufer zur Elbtorpromenade; ursprünglich Magdeburger Brücke, von 1871 bis 1931 Meyerstraßenbrücke, im Zuge der Neugestaltung und Anbindung des Elbtorquartiers im Jahr 2011 saniert und umbenannt.                                                                                              | Fußweg             | 1931      | HafenCity (53° 32′ 35″ N, 9° 59′ 58″ O)                           |
| „Busbrookbrücke“ über die U1, Station Berne(Die Personen wurden unkenntlich gemacht) | Busbrookbrücke führt südlich des U-Bahnhofs Berne über die Gleise der U 1, zwischen Berner Heerweg und Kriegkamp | Straße             |           | Farmsen-Berne (53° 37′ 35″ N, 10° 8′ 20″ O)                       |
|                                                                                      | Buxtehuder Brücke führt mit der Buxtehuder Straße über den Seevekanal | Straße             |           | Harburg (53° 27′ 30″ N, 9° 59′ 18″ O)                             |